# Fleischhackerberg
Der Fleischhackerberg ist ein 1222 m ü. A. hoher Berg im Böhmerwald in Oberösterreich.

## Lage und Umgebung
Der Fleischhackerberg gehört zur Gemeinde Klaffer am Hochficht im Bezirk Rohrbach. Er liegt in den Einzugsgebieten der Moldau, des Eidechsbachs, des Rotbachs und des Theinhörlbachs.
Am Fleischhackerberg gibt es ein 1,08 Hektar großes Naturwaldreservat. Der Berg befindet sich innerhalb des 9.350 Hektar großen Europaschutzgebiets Böhmerwald-Mühltäler. Er ist außerdem Teil der 22.302 Hektar großen Important Bird Area Böhmerwald und Mühltal.
Der Nordwaldkammweg, der hier Teil des Europäischen Fernwanderwegs E6 ist, führt über den Berg. Gleiches gilt für die Hochficht-Loipe, eine 14,8 km lange schwierige Langlaufloipe.

## Geologie und Pflanzenwelt
In geologischer Hinsicht ist die Erhebung von Grobkorngneis geprägt. Am Fleischhackerberg wachsen bodensaure Buchenwälder, auf seinen Oberhängen bodensaure Fichten-Tannen-Buchenwälder, auf seinen südöstlichen Mittel- und Unterhängen Waldmeister-Buchenwälder und auf seinen staunassen Plateaus nasse Fichten-Wälder beziehungsweise Fichten-Tannen-Wälder. Die Langwiesen am Fleischhackerberg sind in den Wald eingebettete Moor-Komplexe.